# Lily Cushing
Lily Dulany Emmet Cushing (1909-1969) foi uma artista americana. O seu trabalho encontra-se incluído nas colecções do Smithsonian American Art Museum e do Museu de Arte Moderna de Nova York.  Os seus papéis pessoais são mantidos pelos Arquivos de Arte Americana do Smithsonian.